# Jadacaquiva (paroisse civile)
Pour les articles homonymes, voir Jadacaquiva.
Jadacaquiva est l'une des neuf paroisses civiles de la municipalité de Falcón dans l'État de Falcón au Venezuela. Sa capitale est Jadacaquiva.

## Géographie
Outre sa capitale Jadacaquiva, la paroisse civile possède plusieurs localités :
- Amaraya
- Corralito
- El Socorro
- El Román
- El Silencio
- Jadacaquiva
- La Cañada
- La Guadalupe
- La Macolla
- La Sabaneta
- La Trinidad
- Las Tres Marias
- Los Olivos
- Mamonal
- Montalbán

## Personnalités liées
- Juan Crisóstomo Falcón, 14e président du Venezuela y est né[Où ?].